# مات ميلر (لاعب كرة قدم أمريكية)
مات ميلر (بالإنجليزية: Matt Miller)‏ هو لاعب كرة قدم أمريكية أمريكي، ولد في 30 يوليو 1956 في دورانغو في الولايات المتحدة.

## وصلات خارجية
- مات ميلر على موقع مرجع كرة القدم المحترفة.كوم (الإنجليزية)